# 288
Het jaar 288 is het 88e jaar in de 3e eeuw volgens de christelijke jaartelling.

## Gebeurtenissen

### Europa
- Keizer Maximianus stuurt een expeditieleger naar Gallië en bouwt een Romeinse vloot in Belgica om een invasie voor te bereiden tegen Carausius, heerser over Britannia.

## Geboren
- Filomena, christelijk martelares en heilige (overleden 302)

## Overleden
- 20 januari - Sebastiaan, martelaar en patroonheilige